# Roxatidină
Roxatidina (formulată ca acetat de roxatidină) este un antihistaminic, antagonist al receptorilor H2, utilizat în tratamentul ulcerului gastroduodenal, al bolii de reflux gastroesofagian și al sindromului Zollinger-Ellison